# Élections législatives bulgares de 1945
Des élections législatives sont tenues en Bulgarie le 18 novembre 1945. Il s'agit de la première élection dans le pays où les femmes votent, le droit de vote pour celles-ci ayant été acquis l'année précédente. Le Parti communiste bulgare et l'Union nationale agraire bulgare gagnent chacun 94 sièges. La coalition du Front patriotique obtient, dans son ensemble, 88,1 % des voix. La participation est elle de 84,8 %.

## Résultats
| Parti                                         | Votes     | %    | Sièges |
| --------------------------------------------- | --------- | ---- | ------ |
| Parti communiste bulgare                      | 3 005 983 | 88,1 | 94     |
| Union nationale agraire bulgare               | 3 005 983 | 88,1 | 94     |
| Zveno                                         | 3 005 983 | 88,1 | 45     |
| Parti ouvrier des sociaux-démocrates bulgares | 3 005 983 | 88,1 | 31     |
| Parti radical-démocratique                    |           |      | 11     |
| Candidats de l'opposition                     | 404 482   | 11,9 | 1      |
| Votes blancs et non valides                   | 455 000   | –    | –      |
| Total                                         | 3 865 465 | 100  | 276    |
| Source : Nohlen & Stöver                      |           |      |        |